# Biserica de lemn din Șura Mare
Biserica de lemn din Șura Mare din satul și comuna cu același nume din județul Sibiu a fost trecută, probabil din greșeală, în listele oficiale ce cuprind bisericile de lemn cu statut de monument istoric. Figurând sub codul  SB-II-m-B-12566, biserica cu hramul "Buna Vestire", datată din anul 1722, nu este din lemn ci din zid.

## Amintiri despre vechea biserică de lemn
Biserica de lemn a satului, dispărută cu câteva generații în urmă a rămas în memoria celor mai bătrâni locuitori ai satului. Chiar și aceștia păstrează amintiri legate de locul unde era construită biserica, informații primite de la înaintași.
Astfel, memoria colectivă păstrează amintirea unei biserici de lemn ce se afla pe dealul din fața morii, deal care ulterior a fost tăiat și prezintă o groapă mare. În jurul bisericii ar fi fost și morminte, ale căror oseminte au fost aduse la suprafață în momentul în care dealul a fost tăiat.
Ana Bucea, născută Dușe, în anul 1866 și decedată în anul 1964 spunea că accesul la biserică se făcea prin trei locuri: primul drum era din strada principală pe o străduță, al doilea drum de acces prin drumul Ocnei iar al treilea prin drumul Slimnicului.
Stancu Maria, născută Pescar, la data de 21 februarie 1892 spunea: "am auzit de la moșul meu Savu Nicolae, zis și Pușcașu(pentru că deținea o armă) că a existat o biserică de lemn, pe locul numit pe Râpă. Iar potecul ar fi fost prin grădina Dăscăliței Maria Opriș, pe la numărul 558, pe lângă casa lui Dumitru Mihu, actualul profesor Ciolan Dan".
Opriș Ioan, de la Râpă: "de la bunicul meu Opriș Ioan, zis Văsâi, știu că a existat o biserică de lemn, deasupra curții lui Bogdan. În spatele grădinii lui Hopriș Ioan, iar cimitirul era în dosul curții lui Ioan Răstanță de la numărul 565. Când românii au tăiat prin deal, ca să mărească grădinile, au dat de oase de oameni. Anii nu-i pot preciza. Dar mai știu că din acea curte, a lui Ioan Răstanță, urca un potec, în trepte, până sus pe deal,pe care l-am prins și eu, pe când eram copil".